# Campeonato salvadoreño 1956-57
El Campeonato salvadoreño de fútbol 1956-57 fue el octavo torneo de la Primera División de El Salvador de fútbol profesional salvadoreño en la historia.

## Desarrollo
El campeón de esta edición fue el Ballet Azul del Atlético Marte obteniendo su tercer título consecutivo, primer tricampeón profesional. El subcampeón fue el Luis Ángel Firpo.

## Equipos participantes
| Club              | Ciudad       | Departamento |
| ----------------- | ------------ | ------------ |
| Atlante San Alejo | San Alejo    | La Unión     |
| Atlético Marte    | San Salvador | San Salvador |
| Dragón            | San Miguel   | San Miguel   |
| FAS               | Santa Ana    | Santa Ana    |
| H-13              | Desconocido  | Desconocido  |
| Independiente     | San Vicente  | San Vicente  |
| Juventud Olímpica | Acajutla     | Sonsonate    |
| Luis Ángel Firpo  | Usulután     | Usulután     |
| 11 Municipal      | Ahuachapán   | Ahuachapán   |
| Santa Anita       | Santa Ana    | Santa Ana    |

## Tabla de posiciones
| Pos.            | Equipos           | PJ  | PG | PE | PP | GF  | GC  | Dif. | Pts. |
| --------------- | ----------------- | --- | -- | -- | -- | --- | --- | ---- | ---- |
| 1.              | Atlético Marte    | 18  | 12 | 3  | 3  | 44  | 16  | 28   | 27   |
| 2.              | Atlante San Alejo | 18  | 11 | 4  | 3  | 53  | 27  | 26   | 26   |
| 3.              | 11 Municipal      | 18  | 10 | 4  | 4  | 32  | 22  | 10   | 24   |
| 4.              | Juventud Olímpica | 18  | 8  | 4  | 6  | 36  | 32  | 4    | 20   |
| 5.              | Dragón            | 18  | 7  | 2  | 9  | 24  | 29  | -5   | 16   |
| 6.              | Luis Ángel Firpo  | 18  | 5  | 5  | 8  | 22  | 42  | -20  | 15   |
| 7.              | Independiente     | 18  | 5  | 4  | 9  | 27  | 45  | -18  | 14   |
| 8.              | Santa Anita       | 18  | 4  | 5  | 9  | 29  | 35  | -6   | 13   |
| 9.              | FAS               | 18  | 5  | 3  | 10 | 26  | 35  | -9   | 13   |
| 10.             | H-13              | 18  | 4  | 4  | 10 | 25  | 35  | -10  | 12   |
| Equipos 1956-57 | Equipos 1956-57   | 180 | 71 | 38 | 71 | 318 | 318 | 0    | 180  |

|  |             |
|  | Campeón.    |
|  | Descendido. |

| Campeón                  |
| Atlético Marte 3° Título |